# François-Joseph Febvre
François-Joseph Febvre, né à Arinthod le 8 août 1763, mort à Saint-Germain-lès-Arlay le 24 octobre 1838, était député au Conseil des Cinq-Cents, au Corps législatif de l'an VIII à 1804, représentant à la Chambre des Cent Jours.

## Biographie
Fils de Marie Adrien Febvre, avocat au Parlement, il était, en 1791, procureur-syndic du district de Lons-le-Saulnier.
Poursuivi pendant le régime révolutionnaire, il vécut dans la retraite jusqu'en l'an III, fut nommé, le 12 germinal de cette année, agent national, puis, le 12 floréal, administrateur du Jura, et enfin, le 6 pluviôse an V, juge de paix du canton d'Arlay.
L'élection du 24 germinal an V l'envoya, par 150 voix sur 175 votants, représenter le Jura au Conseil des Cinq-Cents. Il prit une part modeste aux travaux de cette assemblée, où il fut réélu le 25 germinal an VII. Partisan du coup d'État de Bonaparte, Febvre fut désigné par le Sénat conservateur, le 4 nivôse an VIII, comme député du Jura au Corps législatif.
Il y siégea jusqu'en 1804, devint, le 1er pluviôse an XI, commissaire du gouvernement près le tribunal du Jura, prit le titre de procureur général le 28 floréal an XII, et passa, le 15 juin 1811, au parquet de la cour impériale de Besançon en qualité de substitut du procureur général.
Le 11 mai 1815, le collège de département du Jura le choisit, par 71 voix sur 127 votants, pour représentant à la Chambre des Cent-Jours.
La Seconde Restauration admit Febvre à la retraite, comme magistrat, le 13 mars 1816. Membre de la Légion d'honneur du 25 prairial an XII.

## Mandats
- 13/04/1797 - 26/12/1799 : Jura - Bonapartiste
- 25/12/1799 - 01/07/1804 : Jura
- 11/05/1815 - 13/07/1815 : Jura

## Travaux législatifs
- Théodore Vernier, Antoine Grenot, François-Xavier Champion, François Joseph Febvre et Gervais Sauvé, Les députés du Jura soussignés à leurs collègues membres des deux conseils [Texte imprimé]. Réponse à un écrit distribué le 19 nivôse, ayant pour titre : Réclamation des républicains du Jura..., Paris, : impr. de Baudouin, 1798, 32 p. (BNF 30219105, lire en ligne)
- François-Joseph Febvre, Corps législatif. Conseil des Cinq-Cents. Motion d'ordre par Febvre,... sur l'exécution de l'article 15 de la loi du 29 fructidor an V. Séance du 3e jour complémentaire an V, Paris, Impr. nationale, an vi, 6 p. (BNF 30424264)
- François-Joseph Febvre, Corps législatif. Conseil des Cinq-Cents. Opinion de F.-J. Febvre,... sur le message du Directoire exécutif, relatif à la citoyenne Lepeletier et sur l'adoption publique. Séance du 21 pluviôse an VI, Paris, Impr. nationale, an vi, 12 p. (BNF 30424265)
- François-Joseph Febvre, Corps Législatif. Conseil des Cinq-Cents. Rapport fait... au nom d'une commission spéciale sur un message du Directoire... du 25 frimaire an 7, tendant à déterminer les bases d'après lesquelles seront estimés les biens nationaux affermés par baux à vie, et par baux emphytéotiques. Séance du... pluviôse an 7, Paris, imp. nationale, pluviôse an 7, Pièce (BNF 32096989)
- François-Joseph Febvre, Rapport fait au nom d'une commission spéciale, composée des représentans du peuple Belin, Febvre (du Jura), Roemers, par Febvre (du Jura), sur un message du Directoire exécutif, relatif à la demande de l'administration municipale du canton de Coeuve, tendante à obtenir la translation du chef-lieu dans la commune de Damphreux. Séance du 2 prairial an VI, Paris, imp. nationale, messidor an vi, Pièce (BNF 32096990)

## Sources
- Dictionnaire des parlementaires français par Adolphe Robert, Edgar Bourloton et Gaston Cougny, tome 2, Cay-Fes, Bourloton éditeur, Paris, 1890.
- Fiche à l'Assemblée nationale
- Notices d'autorité :   - VIAF
  - ISNI
  - BnF (données)
  - GND
  - CiNii
- « Cote LH/951/26 », base Léonore, ministère français de la Culture